# Labisia sumatrensis
Labisia sumatrensis är en viveväxtart som beskrevs av Sunarno. Labisia sumatrensis ingår i släktet Labisia och familjen viveväxter. Inga underarter finns listade i Catalogue of Life.